# La Hoz de La Vieja
La Hoz de La Vieja är en ort i Spanien.   Den ligger i provinsen Provincia de Teruel och regionen Aragonien, i den östra delen av landet, 250 km öster om huvudstaden Madrid. La Hoz de La Vieja ligger 937 meter över havet och antalet invånare är 106.
Terrängen runt La Hoz de La Vieja är kuperad åt sydost, men åt nordväst är den platt. Runt La Hoz de La Vieja är det mycket glesbefolkat, med 2 invånare per kvadratkilometer. Närmaste större samhälle är Utrillas, 12,3 km söder om La Hoz de La Vieja. Omgivningarna runt La Hoz de La Vieja är i huvudsak ett öppet busklandskap.